# مكان ظاهر

المكان الظاهر للجسم هو موقعه في الفضاء كما يراها المراقب. بسبب التأثيرات المادية والهندسية قد تختلف عن وضع «صحيح» أو «هندسية».

## علم الفلك
في علم الفلك، يتم التمييز بين موقف متوسط، موقف الظاهر وموقف مركز كائن.

### موقف نجم
يمكن حساب متوسط وضع النجم (نسبة إلى نظام الإحداثيات المعتمد للمراقب) من قيمته في حقبة اعتباطية، إلى جانب حركته الفعلية بمرور الوقت (المعروفة بالحركة الصحيحة). الموقف الظاهر هو موقفها كما يراها مراقب نظري في مركز الأرض المتحركة. تتسبب عدة تأثيرات في اختلاف الموضع الظاهر عن الوضع المتوسط:
- الانحراف السنوي – انحراف ناجم عن سرعة حركة الأرض حول الشمس، نسبة إلى إطار مرجعي بالقصور الذاتي. هذا مستقل عن مسافة النجم من الأرض.

- المنظر السنوي – التغير الواضح في الموقف بسبب النجم الذي ينظر إليه من أماكن مختلفة كما مدار الأرض الشمس في غضون عام. على عكس الانحراف، يعتمد هذا التأثير على مسافة النجم، كونه أكبر للنجوم القريبة.

- precession – على المدى الطويل (ca. 26,000 سنة) الاختلاف في اتجاه محور دوران الأرض.

- Nutation – أقصر على المدى الاختلافات في اتجاه محور الأرض من التناوب.

الأماكن الظاهرة للنجوم الأساسية هو كتاب فلكي، يتم نشره قبل عام من قبل معهد الحساب الفلكي (جامعة هايدلبرغ) في هايدلبرغ، ألمانيا. وهو يسرد المكان الظاهر لحوالي 1000 نجم أساسي لكل 10 أيام ويتم نشره ككتاب وفي نسخة أكثر شمولا على الإنترنت.

### كائنات النظام الشمسي
كما يتأثر الوضع الظاهر لكوكب أو جسم آخر في النظام الشمسي بالتصحيح في وقت الضوء، الذي يحدث بسبب الوقت المحدد الذي يستغرقه الضوء من جسم متحرك للوصول إلى المراقب. ببساطة، يرى المراقب الكائن في الوضع الذي كان فيه عندما غادره الضوء.
نظرياً، يمكن أيضاً حساب تصحيح وقت الضوء لأجسام أبعد، مثل النجوم، ولكن في الممارسة العملية يتم تجاهله. حركة كائن منذ غادر ضوء لا حاجة لأنه لا حاجة لأن الموقف المتوسط هو موقف يعني حيث يبدو، وليس من حيث كان مرة واحدة. على عكس الكواكب، تظهر هذه الأجسام بشكل أساسي في خطوط مستقيمة، لذلك للاستخدام العادي لا توجد حاجة إلى حساب معقد للعثور على موقعها المتوسط.

### المركز
الموقف الأساسي للجسم هو الذي يراه مراقب فعلي على الأرض، ويختلف عن الموقف الظاهر نتيجة للآثار التالية:
- انحراف نهاري – انحراف ناجم عن سرعة حركة المراقب حول مركز الأرض، بسبب دورانه.

- المنظر النهاري – التغير الظاهر في الموضع بسبب رؤية الجسم من أماكن مختلفة أثناء دوران موضع المراقب حول محور الأرض.

- الحركة القطبية – تغييرات صغيرة في موضع محور دوران الأرض بالنسبة لسطحها.

- الانكسار الجوي – انحراف الضوء عن الجسم الناجم عن مروره عبر الغلاف الجوي للأرض.